# Liste der Bodendenkmäler in Großaitingen
Auf dieser Seite sind die Bodendenkmäler in der schwäbischen Gemeinde Großaitingen zusammengestellt. Diese Tabelle ist eine Teilliste der Liste der Bodendenkmäler in Bayern. Grundlage ist die Bayerische Denkmalliste, die auf Basis des Bayerischen Denkmalschutzgesetzes vom 1. Oktober 1973 erstmals erstellt wurde und seither durch das Bayerische Landesamt für Denkmalpflege geführt wird. Die folgenden Angaben ersetzen nicht die rechtsverbindliche Auskunft der Denkmalschutzbehörde.

## Bodendenkmäler in Großaitingen
| Lage       | Objekt                                                                                      | Akten-Nr.     | Bild |
| ---------- | ------------------------------------------------------------------------------------------- | ------------- | ---- |
| (Standort) | Grabhügel vorgeschichtlicher Zeitstellung.                                                  | D-7-7730-0006 |      |
| (Standort) | Grabhügel vorgeschichtlicher Zeitstellung.                                                  | D-7-7730-0007 |      |
| (Standort) | Straße der römischen Kaiserzeit.                                                            | D-7-7730-0075 |      |
| (Standort) | Freilandstation des Mesolithikums, Siedlung des Neolithikums und der Hallstattzeit.         | D-7-7730-0077 |      |
| (Standort) | Körpergräber des frühen Mittelalters.                                                       | D-7-7730-0080 |      |
| (Standort) | Körpergräber der Latènezeit.                                                                | D-7-7730-0081 |      |
| (Standort) | Siedlung der römischen Kaiserzeit.                                                          | D-7-7730-0083 |      |
| (Standort) | Siedlung vor- und frühgeschichtlicher Zeitstellung.                                         | D-7-7730-0084 |      |
| (Standort) | Straße der römischen Kaiserzeit.                                                            | D-7-7730-0085 |      |
| (Standort) | Grabhügel vorgeschichtlicher Zeitstellung.                                                  | D-7-7730-0089 |      |
| (Standort) | Siedlung des Neolithikums (Linearbandkeramik).                                              | D-7-7730-0114 |      |
| (Standort) | Siedlung der Urnenfelderzeit.                                                               | D-7-7730-0117 |      |
| (Standort) | Siedlung der Münchshöfener Kultur, der Schulterbandgruppen und der Bronzezeit.              | D-7-7730-0121 |      |
| (Standort) | Siedlung der Altheimer Kultur.                                                              | D-7-7730-0215 |      |
| (Standort) | Mittelalterliche und frühneuzeitliche Befunde im Bereich der Kath. Pfarrkirche St. Nikolaus | D-7-7730-0232 |      |
| (Standort) | Mittelalterliche und frühneuzeitliche Befunde im Bereich des Schlosses Hardt.               | D-7-7730-0234 |      |
| (Standort) | Abschnittsbefestigung vor- und frühgeschichtlicher Zeitstellung.                            | D-7-7730-0242 |      |
| (Standort) | Siedlung der Vorgeschichte.                                                                 | D-7-7730-0243 |      |